# Cromgar sparkum
Cromgar sparkum är en insektsart som beskrevs av Medler 2000. Cromgar sparkum ingår i släktet Cromgar och familjen Flatidae. Inga underarter finns listade i Catalogue of Life.